# Louise Charbonneau
Louise Charbonneau, née le (31 janvier 1951), est une enseignante et femme politique canadienne. Lors des élections fédérales canadiennes du 21 octobre 2019, elle a été élue députée de la circonscription de Trois-Rivières  à la Chambre des communes du Canada sous la bannière du Bloc québécois.

## Biographie
Avant son élection de 2019, Louise Charbonneau a été enseignante pendant près de trente ans. 

### Carrière politique
Louise Charbonneau milite dans le mouvement souverainiste depuis 2004 environ. Elle a été présidente de l'association de circonscription du Bloc dans Trois-Rivières ainsi que directrice de campagne du candidat André Valois en 2015. Elle a été choisie candidate du Bloc québécois en septembre 2019, devançant de peu lors de l'assemblée d'investiture Louise Chabot (laquelle sera subséquemment candidate puis députée dans Thérèse-De Blainville). Le 21 octobre, elle remporte une lutte très serrée, devançant la candidate libérale par 1 466 voix et le candidat conservateur par 2 000 votes.
En novembre 2019, elle est nommée porte-parole du Bloc québécois pour la Science et l'innovation.